# Tractat d'Oñate

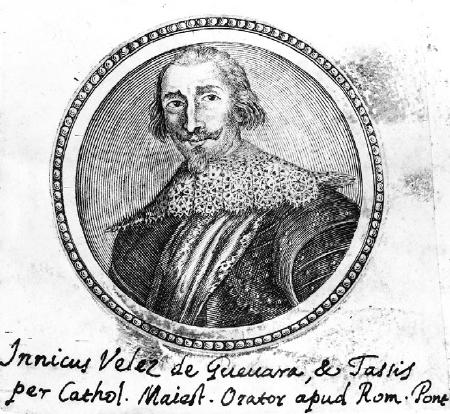
Íñigo Vélez de Guevara i Tassis, VII comte de Oñate i del que el tractat pren nom.

El tractat d'Oñate o acord d'Oñate del 29 de juliol de 1617 va ser un tractat secret entre les branques espanyoles i austríaques de la Casa d'Habsburg. El rei espanyol Felip III va acordar que l'austríac Ferran II hauria de convertir-se en rei de Bohèmia i Hongria, dos títols disputables el títol dels quals havia heretat Maties com a emperador. Al seu torn, Ferran II, li va garantir a Felip III drets als territoris propers al "Camí Espanyol", una cadena de territoris dels Habsburg espanyols lleugerament connectada que abastava des del nord d'Itàlia, on un virrei governava el ducat de Milà, passant pel Comtat de Borgonya i arribant finalment als Països Baixos, assegurant així la principal ruta de subministrament espanyola durant la Guerra dels Vuitanta Anys contra dels insurgents protestants alemanys. L'acord va ser batejat en honor d'Íñigo Vélez de Guevara i Tassis, VII Comte d'Oñate i ambaixador espanyol a Viena entre 1617 i 1625, qui va negociar la seva versió final.

## Context

El "Camí Español", la seguretat del qual era vital per a Espanya i va portar a Felip III d'Espanya a lluitar per un tractat amb els Habsburg austríacs per garantir la seva estabilitat.

El 1612, Rodolf II va morir i va ser succeït pel seu germà Maties. Com Maties i la resta d'arxiducs de la branca principal dels Habsburgos no tenien fills, van acordar nomenar successora a la branca estiria dels Habsburg, nomenant successor efectiu a Ferran II. L'acord es va realitzar sense tenir en compte l'oposició del conseller cap de Maties, el cardenal Melchior Klesl, i sense tenir en compte a Felip III, figura principal dels Habsburg espanyols, qui va començar a reclamar els seus drets per als seus fills. Com a cardenal, l'arquebisbe de Viena, el "reformador papal general del Archiducado d'Àustria" i cap del consell secret de Maties, Klesl va treballar entorn d'una reconciliació entre catòlics i protestants a Àustria. L'argument principal de Klesl per donar suport a la política de reacercamiento era que les disputes entre les religions podrien paralitzar el funcionament de les institucions del Sacre Imperi Romanogermànic: ja havien hagut d'evitar l'assemblea del Reichstag el 1608 i 1613, així com la Türkenhilfe, una defensa comuna contra de "l'amenaça otomana". No obstant això, Ferran II va ser conegut com a protagonista de la Contrareforma i com una bèstia negra per als estats protestants.
Felip III estava llest per acceptar a Ferran II com a successor de Maties, però va imposar certes condicions per a la seva aprovació. La branca espanyola era més poderosa que la branca principal dels Habsburg i ell mateix va fer valer els seus drets a la corona imperial, ja que era net de Maximilià II. No obstant això la prioritat de Felip III era assegurar el Camí Español, una ruta terrestre que connectava les possessions espanyoles al nord d'Itàlia, assegurades durant la Guerra Italiana de 1521-1526, amb els Països Baixos espanyols a través dels passos alpins de Valtelina i Alsàcia. La ruta marítima cap als Països Baixos espanyols era insegura des de la derrota de l'Armada Invencible i el riu Escalda estava bloquejat per les Províncies Unides. Des de l'últim terç del segle xvi, Espanya es trobava immersa en una llarga guerra i encara que les hostilitats solament s'estaven produint a Europa i no en les colònies, Espanya havia accedit a signar la Treva dels dotze anys, però va tractar de reprendre la guerra, ja que les condicions proposades per les Províncies Unides per a la pau eren inacceptables per a Espanya. Els enviats de Felip III a la cort del Sacre Imperi Romanogermànic van ser Baltasar de Zúñiga i Íñigo Vélez de Guevara i Tassis, VII comte d'Oñate, afavorint tots dos la represa de la Guerra dels Vuitanta Anys. A Itàlia, l'objectiu de la política espanyola era enfortir la seva posició en el ducat de Milà mitjançant l'adquisició dels principats dels voltants i guanyant l'accés directe al mar Mediterrani a través de pobles com Finale Ligure per accedir a la República de Gènova.

## Termes
L'acord va ser signat el 29 de juliol de 1617 i nomenat en honor del comte d'Oñate a causa del seu important paper en les negociacions. Felip III va cessar les seves reclamacions als trons de Bohèmia i Hongria, els quals van anar explícitament reconeguts en l'acord en el cas de l'elecció de Ferran II. De la mateixa manera, les reclamacions de patrilinealidad van cessar. Per la seva banda, Ferran II li va prometre a Felip III la cessió de Finale Ligure i del Principat de Piombino, tots dos territoris ja ocupats per Espanya, així com una cessió dels drets austríacs a Ortenau i Alsàcia.

## Aplicació i conseqüències
Els Habsburg van mantenir el tractat en secret: ni tan sols van informar a Melchior Klesl sobre aquest tema. La capitulatio caesarea que l'emperador germànic havia d'acordar abans de la seva elecció solament havia estat esmenada segons una clàusula de custòdia per als feus imperials a Itàlia, detenint l'expansió espanyola en aquesta zona. No obstant això la cessió a Espanya de Finale Ligure i el Principat de Piombino es va efectuar el 1617 i 1621, respectivament. Amb el suport de Maximilià III d'Àustria, Ferran II va aconseguir fer-se amb les corones de Bohèmia i Hongria el 1617 i 1618. El 20 de maig de 1618, Klesl, qui seguia proposant un acostament entre catòlics i protestants, encara després de la defenestració de Praga, va ser detingut per Ferran II i Maximilià III. Els Estats bohemis mentrestant s'havien alçat contra Ferran II, i el 26 i 27 d'agost de 1619 van triar a Frederic V, capdavanter dels Protestants en el Sacre Imperi Romanogermànic, com a nou "rei d'hivern" de Bohèmia. L'endemà, no obstant això, Ferran II va ser triat l'emperador del Sacre Imperi. Els esdeveniments en Bohèmia havien causat la mobilització de la Lliga Catòlica Alemanya i amb suport espanyol, Ferran II va derrotar els estats Bohemis i va expulsar al "rei d'hivern" a la batalla de la Muntanya Blanca el 8 de novembre de 1620.